# European Respiratory Journal
Das European Respiratory Journal ist ein monatlich von Experten begutachtetes medizinisches Journal, das sich mit Pneumologie befasst. Es wurde 1988 gegründet und ist offizielles Journal der European Respiratory Society (ERS).
Die ERS entstand 1990 durch die Fusion von Societas Europaea Physiologiae Clinicae Respoiratoriae (gegründet 1966) und European Society of Pneumology (gegründet 1981). Die European Lung Foundation wurde im Jahr 2000 von ERS gegründet.
Martin Kolb (McMaster University, Kanada) ist Chefredakteur.
Laut den Journal Citation Reports hatte die Zeitschrift 2020 einen Impact Factor von 12.339.